# Smittium culicis
Smittium culicis är en svampart som beskrevs av Tuzet & Manier ex Kobayasi 1969. Smittium culicis ingår i släktet Smittium och familjen Legeriomycetaceae.   Inga underarter finns listade i Catalogue of Life.